# Soledad Mallol
Soledad Mallol Franco (Madrid, España, 6 de febrero de 1965) es una actriz y humorista española, miembro del dúo humorístico Las Virtudes.

## Biografía
Nacida en Madrid el 6 de febrero de 1965. Formada como actriz en el Teatro Estable Castellano con profesores como William Layton; debutó profesionalmente bajo la dirección de Miguel Narros en la obra Así que pasen cinco años de Lorca (1978). Después es dirigida por José Carlos Plaza en Don Carlos de Schiller (1979). Durante los años ochenta interviene en las obras ¡Perdona a tu pueblo, Señor! (1982), de Juan Margallo o Fedra (1984). 
En La Orestiada, con dirección de Manuel Canseco en el Festival de Teatro Clásico de Mérida (1985) conoce a Elena Martín, con la que formará el dúo humorístico Las Virtudes. En los siguientes años ambas alcanzan gran popularidad tanto por sus intervenciones en televisión como por sus espectáculos teatrales. Autoras de sus propios textos, se las reivindican como pioneras cómicas en el humor de los 80.
Tras más de diez años de unión profesional, a partir de 1997 emprenden proyectos independientes, y Mallol se une al equipo de la serie de Millán Salcedo para TVE: Kety no para, junto a Pilar Bardem.
Otros proyectos en los que ha participado son los montajes teatrales La dama boba (1998), Los sobrinos del Capitán Grant (2002), de nuevo con Salcedo y La ninfa rubia (2006), donde comparte escenario con Paco Valladares y su compañera Elena Martín, con quien volvería a reunirse para relanzar Las Virtudes en 2005.
En 2006 destaca su interpretación como la vecina Blasa en  la película Cándida de Guillermo Fesser, estrenada en cines con buena acogida de público y crítica.
En agosto de 2007 se incorporó al reparto de la serie de Telecinco: Escenas de matrimonio, encarnando el papel de Marina. La serie se prolongó hasta el 2010. Alcanzó tal popularidad, que fue la encargada de dar las uvas en el programa especial de fin de año de la cadena en 2007.
En 2009 protagonizó sobre los escenarios la obra de Jardiel Poncela: Angelina o el honor de un brigadier dirigida por Juan Carlos Pérez de la Fuente, junto a Chete Lera o Paco Blázquez. La obra fue un éxito de crítica y estuvo de gira por todo el país durante dos años.
En 2015 intervino en el montaje de la versión musical de El eunuco de Terencio.
En julio de 2016 representa el papel de Bernarda de los Arcos en el musical La llamada dirigida por Javier Calvo y Javier Ambrossi. Continúa su trayectoria teatral en 2016-2017 con Eloísa está debajo de un almendro de Jardiel Poncela.
En 2020 protagoniza la obra Blablacar junto a Pablo Carbonell.

## Filmografía

### Series
- 2011: Plaza de España como Madre de Sebastián en TVE
- 2007-2010: Escenas de matrimonio como Marina Bermúdez Recalde en Telecinco
- 2006: Sábado noche como invitada en TVE
- 2006: Vive la vida como invitada en TVE
- 2004: Mis adorables vecinos en Antena 3
- 2002: Paraíso como Soledad en TVE
- 2001: Agente 700 como M-30 en TVE
- 2000: Manos a la obra en Antena 3
- 1999: Póker de damas como colaboradora en Antena 3
- 1999: Noche de fiesta en TVE
- 1997-1998: Kety no para como Enriqueta Paniagua Soriano "Kety" en TVE
- 1997: Mira quién viene esta noche en Antena 3
- 1997: ¡Que nos quiten lo bailao!
- 1995: Aquí no hay quien duerma en Telecinco
- 1995: Farmacia de guardia como Beatriz en Antena 3
- 1995: Cuentos interruptus
- 1995: Un millón de gracias[2] en Antena 3
- 1993: Noche, noche en Antena 3
- 1992: ¡Hola Raffaella! en TVE
- 1991: Flipping con el zapping en Telemadrid
- 1989-1991: Pero ¿esto qué es? en TVE
- 1989: Ni a tontas, ni a locas en TVE
- 1980: Estudio 1 en TVE

### Programas de Televisión
- 2015: Tu cara me suena en Antena 3 como Joselito
- 2014: El pueblo más divertido en TVE
- 2014: Me resbala en Antena 3
- 2013: Por arte de magia en Antena 3
- 2007: Campanadas Año Nuevo 2008 en Telecinco
- 2000: El burladero

### Largometrajes
| Año  | Película                  | Personaje            | Director                      | Género           | Duración |
| ---- | ------------------------- | -------------------- | ----------------------------- | ---------------- | -------- |
| 2023 | Vacaciones de verano      | Hermana de Óscar     | Santiago Segura               | Comedia          | 1h 40 m  |
| 2019 | La Boda                   | Flora                | Ana Graciani                  | Comedia          | 1h 20 m  |
| 2017 | La llamada                | Sor Soledad          | Javier Ambrossi, Javier Calvo | Musical/ Comedia | 1h 49 m  |
| 2011 | Torrente 4: Lethal Crisis | Sra. Juani           | Santiago Segura               | Comedia/ Acción  | 1h 33 m  |
| 2006 | Cándida                   | Blasa                | Guillermo Fesser              | Drama/ Comedia   | 1h 43 m  |
| 2006 | El partido                | Mari                 | Juan Calvo                    | Comedia          | 1h37 m   |
| 2004 | Escuela de seducción      | Mujer en el ascensor | Javier Balaguer               | Comedia/ Romance | 1h 40 m  |
| 1988 | Miss Caribe               | Lili                 | Fernando Colomo               | Comedia          | 1h 30 m  |

### Cortometrajes
| Año  | Cortometraje                   | Director              |
| ---- | ------------------------------ | --------------------- |
| 2024 | La piscina vacía               | Pablo Conde           |
| 2018 | Con piedras                    | Guillermo Guerrero    |
| 2017 | La habitación de las estrellas | Ilune Diaz            |
| 1984 | Del honor de Leonor            | Javier García Mauriño |